# Poison (2024)
Poison is een Nederlands-Duits-Luxemburgse dramafilm uit 2024, geregisseerd door Désirée Nosbusch in haar regiedebuut. De film is gebaseerd op het toneelstuk Gif uit 2009 van de Nederlandse schrijfster Lot Vekemans, die ook het scenario schreef. De hoofdrollen worden vertolkt door Tim Roth en Trine Dyrholm.

## Verhaal
Jaren na hun echtscheiding ontmoeten Lucas (Tim Roth) en Edith (Trine Dyrholm) elkaar opnieuw op de begraafplaats, omdat de restanten van hun overleden kind moeten worden opgegraven en opnieuw begraven omdat de vervuilde bodem moet gesaneerd worden. Hier wordt het duidelijk dat beiden op een andere wijze met hun verdriet omgegaan zijn. Terwijl Lucas de draad van zijn leven weer opgepakt heeft, is Edith in het verleden blijven hangen.

## Rolverdeling
| Acteur        | Personage |
| ------------- | --------- |
| Tim Roth      | Lucas     |
| Trine Dyrholm | Edith     |

## Productie
De filmopnames vonden in februari en maart 2022 plaats in Nederland en Luxemburg.

## Release en ontvangst
Poison ging op 5 juli 2024 in première op het filmfestival van München. De film won de "Film en Literatuur Award" op het filmfestival Film by the Sea 2024.

## Prijzen en nominaties
De belangrijkste:
| Jaar | Prijs           | Categorie                | Genomineerde(n)  | Uitslag  |
| ---- | --------------- | ------------------------ | ---------------- | -------- |
| 2024 | Film by the Sea | Film en Literatuur Award | Désirée Nosbusch | Gewonnen |